# 캐주얼 섹스
캐주얼 섹스(영어: Casual Sex)는 원나이트 스탠드, 혼외정사, 매춘처럼 낭만적 관계에서 벗어난 성행위를 말한다.

## 같이 보기
- 혼외정사